# 피라미드 게임 (드라마)
《피라미드 게임》은 2024년 2월 29일부터 2024년 3월 21일까지 방송된 티빙 목요드라마다.

## 기획의도
한 달에 한 번 비밀투표로 왕따를 뽑는 백연여고 2학년 5반, “가해자, 피해자, 방관자”가 모두 섞여버린 그곳에서 점점 더 폭력에 빠져드는 학생들의 잔혹한 서바이벌 서열 전쟁.

## 제작진

### 극본
- 최수이

### 연출
- 박소연

## 등장 인물

### 백연여자고등학교 2학년 5반

#### 주요 인물
- 김지연 : 성수지 역 (아역: 박소을)
- 장다아 : 백하린 역 (아역: 전지아)
- 류다인 : 명자은 역 (아역: 이채빈)
- 신슬기 : 서도아 역
- 강나언 : 임예림 역
- 정하담 : 고은별 역
- 하율리 : 방우이 역
- 이다경 : 윤예원 역

#### 주변 인물
- 황현정 : 김다연 역
- 이주연 : 심은정 역
- 오세은 : 송재형 역
- 김세희 : 표지애 역
- 최윤서 : 구설하 역
- 손지영 : 라해준 역
- 권이수 : 주승이 역
- 김예나 : 정연두 역
- 송시안 : 오성아 역
- 조우미 : 도미영 역
- 이규선 : 박지영 역
- 권태희 : 신신예 역
- 정지수 : 양소영 역
- 백서하 : 이보현 역
- 김민지 : 조유림 역
- 도지우 : 차선주 역
- 윤나은: 최유현 역

### 교사
- 안소요[4] : 윤나희 역
- 손지나[5] : 임순애 역
- 최성원 : 임주형 역

### 그 외 인물
- 조동인 : 조승화 역[6]

### 특별출연
- 최대철 : 성희석 역[7]
- 주보영 : 조우리 역[8]
- 장규리 : 이수민 역

## OST
| 앨범 정보                                           | 가수      | 트랙리스트                            |
| --------------------------------------------------- | --------- | ------------------------------------- |
| 피라미드 게임 OST Part. 1 - 발매일: 2024년 2월 29일 | Ava Grace | 1. Higher 2. Higher (inst.)           |
| 피라미드 게임 OST Part. 2 - 발매일: 2024년 3월 7일  | 하진      | 1. In The Dark 2. In The Dark (inst.) |

## 수상 목록
- 2024년 제11회 서울국제영화대상 OTT부문 작품상 (피라미드 게임)
- 2024년 아시아 아티스트 어워즈 여자 신인상 (장다아)

## 같이 보기
- 대한민국의 텔레비전 드라마 목록 (ㅂ)
- 2024년 대한민국의 텔레비전 드라마 목록